# Anisocnemus
Anisocnemus es un  género de coleópteros adéfagos de la familia Carabidae.

## Especies
Comprende las siguientes especies:
- Anisocnemus amblygonus Shpeley & Ball, 1978
- Anisocnemus validu Chaudoir, 1843